# Laureus World Sports Awards/Durchbruch des Jahres
Diese Liste zählt alle Sportlerinnen und Sportler auf, die bei den Laureus World Sports Awards in der Kategorie „Durchbruch des Jahres“ (breakthrough of the year) nominiert waren (bis 2006 hieß die Kategorie „Newcomer des Jahres“). Die Sieger sind farblich hervorgehoben.

## Liste der Sieger und Nominierten
| 2007 | Amélie Mauresmo (Frankreich)                      | Tennis            |
|      | Xavier Carter (USA)                               | Leichtathletik    |
|      | Fußballnationalmannschaft (Ghana)                 | Fußball           |
|      | Lewis Hamilton (Großbritannien)                   | GP2-Serie         |
|      | Britta Steffen (Deutschland)                      | Schwimmen         |
|      | Ma Xiaoxu (China)                                 | Fußball           |
| 2008 | Lewis Hamilton (Großbritannien)                   | Formel 1          |
|      | Novak Đoković (Serbien)                           | Tennis            |
|      | Tyson Gay (USA)                                   | Leichtathletik    |
|      | Alberto Contador (Spanien)                        | Radsport          |
|      | Oscar Pistorius (Südafrika)                       | Leichtathletik    |
|      | Casey Stoner (Australien)                         | Motorradsport     |
| 2009 | Rebecca Adlington (Großbritannien)                | Schwimmen         |
|      | Novak Đoković (Serbien)                           | Tennis            |
|      | Ana Ivanović (Serbien)                            | Tennis            |
|      | Anthony Kim (USA)                                 | Golf              |
|      | Sebastian Vettel (Deutschland)                    | Formel 1          |
|      | Zou Kai (China)                                   | Turnen            |
| 2010 | Jenson Button (Großbritannien)                    | Formel 1          |
|      | Mark Cavendish (Großbritannien)                   | Radsport          |
|      | Vereinigtes Königreich (Großbritannien)           | Turmspringen      |
|      | VfL Wolfsburg (Deutschland)                       | Fußball           |
|      | Juan Martín del Potro (Argentinien)               | Tennis            |
|      | Ji-Yai Shin (Südkorea)                            | Golf              |
| 2011 | Martin Kaymer (Deutschland)                       | Golf              |
|      | Christophe Lemaitre (Frankreich)                  | Leichtathletik    |
|      | Matteo Manassero (Italien)                        | Golf              |
|      | Thomas Müller (Deutschland)                       | Fußball           |
|      | Louis Oosthuizen (Südafrika)                      | Golf              |
|      | Teddy Tamgho (Frankreich)                         | Leichtathletik    |
| 2012 | Rory McIlroy (Nordirland)                         | Golf              |
|      | Yohan Blake (Jamaika)                             | Leichtathletik    |
|      | Petra Kvitová (Tschechien)                        | Tennis            |
|      | Li Na (China)                                     | Tennis            |
|      | Oscar Pistorius (Südafrika)                       | Leichtathletik    |
|      | Mo Farah (Großbritannien)                         | Leichtathletik    |
| 2013 | Andy Murray (Großbritannien)                      | Tennis            |
|      | Gabrielle Douglas (USA)                           | Turnen            |
|      | Kirani James (Grenada)                            | Leichtathletik    |
|      | Neymar (Brasilien)                                | Fußball           |
|      | Yannick Agnel (Frankreich)                        | Schwimmen         |
|      | Ye Shiwen (China)                                 | Schwimmen         |
| 2014 | Marc Márquez (Spanien)                            | Motorradsport     |
|      | Cricket-Nationalmannschaft (Afghanistan)          | Cricket           |
|      | Raphael Holzdeppe (Deutschland)                   | Leichtathletik    |
|      | Nairo Quintana (Kolumbien)                        | Radsport          |
|      | Justin Rose (Großbritannien)                      | Golf              |
|      | Adam Scott (Australien)                           | Golf              |
| 2015 | Daniel Ricciardo (Australien)                     | Formel 1          |
|      | Marin Čilić (Kroatien)                            | Tennis            |
|      | Mario Götze (Deutschland)                         | Fußball           |
|      | Schweizer Davis-Cup-Mannschaft (Schweiz)          | Tennis            |
|      | Mikaela Shiffrin (USA)                            | Ski Alpin         |
|      | James Rodríguez (Kolumbien)                       | Fußball           |
| 2016 | Jordan Spieth (USA)                               | Golf              |
|      | Fußballnationalmannschaft (Chile)                 | Fußball           |
|      | Jason Day (Australien)                            | Golf              |
|      | Tyson Fury (Großbritannien)                       | Boxen             |
|      | Adam Peaty (Großbritannien)                       | Schwimmen         |
|      | Max Verstappen (Niederlande)                      | Formel 1          |
| 2017 | Nico Rosberg (Deutschland)                        | Formel 1          |
|      | Almaz Ayana (Äthiopien)                           | Leichtathletik    |
|      | Rugby-Union-Nationalmannschaft (Fidschi)          | Rugby             |
|      | Fußballnationalmannschaft (Island)                | Fußball           |
|      | Leicester City (Großbritannien)                   | Fußball           |
|      | Wayde van Niekerk (Südafrika)                     | Leichtathletik    |
| 2018 | Sergio García (Spanien)                           | Golf              |
|      | Giannis Antetokounmpo (Griechenland)              | Basketball        |
|      | Caeleb Dressel (USA)                              | Schwimmen         |
|      | Anthony Joshua (Großbritannien)                   | Boxen             |
|      | Kylian Mbappé (Frankreich)                        | Fußball           |
|      | Jeļena Ostapenko (Lettland)                       | Tennis            |
| 2019 | Naomi Ōsaka (Japan)                               | Tennis            |
|      | Ana Carrasco (Spanien)                            | Motorradsport     |
|      | Sofia Goggia (Italien)                            | Ski Alpin         |
|      | Jakob Ingebrigtsen (Norwegen)                     | Leichtathletik    |
|      | Geraint Thomas (Großbritannien)                   | Radsport          |
|      | Briana Williams (Jamaika)                         | Leichtathletik    |
| 2020 | Egan Bernal (Kolumbien)                           | Radsport          |
|      | Bianca Andreescu (Kanada)                         | Tennis            |
|      | Coco Gauff (USA)                                  | Tennis            |
|      | Japanische Rugby-Union-Nationalmannschaft (Japan) | Rugby-Union       |
|      | Andy Ruiz (USA)                                   | Boxen             |
|      | Regan Smith (USA)                                 | Schwimmen         |
| 2021 | Patrick Mahomes (USA)                             | American Football |
|      | Ansu Fati (Spanien)                               | Fußball           |
|      | Joan Mir (Spanien)                                | Motorradsport     |
|      | Tadej Pogačar (Slowenien)                         | Radsport          |
|      | Iga Świątek (Polen)                               | Tennis            |
|      | Dominic Thiem (Österreich)                        | Tennis            |
| 2022 | Emma Raducanu (Großbritannien)                    | Tennis            |
|      | Neeraj Chopra (Indien)                            | Leichtathletik    |
|      | Daniil Medwedew                                   | Tennis            |
|      | Pedri (Spanien)                                   | Fußball           |
|      | Yulimar Rojas (Kolumbien)                         | Leichtathletik    |
|      | Ariarne Titmus (Australien)                       | Schwimmen         |
| 2023 | Carlos Alcaraz (Spanien)                          | Tennis            |
|      | Tobi Amusan (Nigeria)                             | Leichtathletik    |
|      | Nathan Chen (USA)                                 | Eiskunstlauf      |
|      | Marokkanische Fußballnationalmannschaft (Marokko) | Fußball           |
|      | Jelena Rybakina (Kasachstan)                      | Tennis            |
|      | Scottie Scheffler (USA)                           | Golf              |
| 2024 | Jude Bellingham (England)                         | Fußball           |
|      | Linda Caicedo (Kolumbien)                         | Fußball           |
|      | Coco Gauff (USA)                                  | Tennis            |
|      | Josh Kerr (Großbritannien)                        | Leichtathletik    |
|      | Salma Paralluelo (Spanien)                        | Fußball           |
|      | Qin Haiyang (China)                               | Schwimmen         |
| 2025 | Lamine Yamal (Spanien)                            | Fußball           |
|      | Julien Alfred (St. Lucia)                         | Leichtathletik    |
|      | Bayer 04 Leverkusen (Deutschland)                 | Fußball           |
|      | Summer McIntosh (Kanada)                          | Schwimmen         |
|      | Letsile Tebogo (Botswana)                         | Leichtathletik    |
|      | Victor Wembanyama (Frankreich)                    | Basketball        |